# Léonide Chrol
Léonide Chrol, né le 11 août 1902 à Saint-Pétersbourg dans l'Empire russe et mort le 28 novembre 1982 à Montauban, est un prêtre orthodoxe ordonné à Toulouse dans les années 1930, un artiste et un écrivain.

## Biographie

### Jeunesse
Son père, Trophim Chrol, est un haut fonctionnaire dans la Direction de la Monnaie, à Saint-Pétersbourg. Léonide a 15 ans quand la révolution d'octobre éclate et force sa famille à quitter la Russie, où ils s'exilent d'abord à Constantinople, puis en Serbie, Bulgarie et enfin en Pologne où la famille Chrol a des racines.
En 1925, Léonide s'installe à Paris pour étudier dans le tout nouvel Institut de théologie orthodoxe Saint-Serge. Parallèlement à ses études théologiques, Léonide suivait des cours de grec, d’hébreu et de chinois à l’Institut des Langues Orientales.

### Activité de prêtre
En octobre 1934, Léonide est envoyé à Toulouse, dans une paroisse fondée en 1929 qui comprenait tout le Sud-Ouest de la France. Puis il est ordonné diacre le 9 décembre 1934 et accède au sacerdoce le 16 décembre 1934. En 1941, le père Léonide s'installe à Montauban.
Le 19 août 1944, 2000 soldats Tchétchènes et des Ingouches qui étaient passés de l’Armée rouge à la Wehrmacht avec l’Armée Vlassov s'étaient installés à Montauban. Craignant que des exactions ne surviennent entre les soldats et la population, la préfecture demande au Père Léonide de traiter avec eux. Avec sa connaissance de la langue russe et allemande, le Père Léonide réussit à négocier une forme d’armistice Deux mois avant, la 2e division SS Das Reich sous les ordres du général Heinz Lammerding, cantonnée à Montauban, a commis de nombreux massacres et exactions lors de sa progression du Midi de la France vers la Normandie et notamment le Massacre de Tulle, Le Massacre d’Oradour-sur-Glane, qui fit 643 victimes, le 10 juin 1944 par le responsable le commandant Adolf Diekmann et ces adjoints Otto-Erich Kahn, chef de section et Heinz Barth ,.

### Activité artistique
Le Père Léonide a composé des œuvres en papier découpé et coloré, formant des puzzles polychromes à double face qui s’assemblent et qui sont fixés entre deux plaques de verre. Ses œuvres sont exposées dans la collection de l’Aracine au Lille Métropole Musée d'art moderne, d'art contemporain et d'art brut,.
Le Père Léonide rédige un ouvrage qu'il intitule Alpha et Oméga.

## Postérité

### Filmographie
- 2002 : Musique et couleurs du père Léonide : documentaire basé sur la vie de Chrol par Vladimir Kozlov[8]

### Autres
La ville de Montauban rend hommage au prêtre en baptisant une avenue à son nom.